# Felsritzungen am Lökeberg

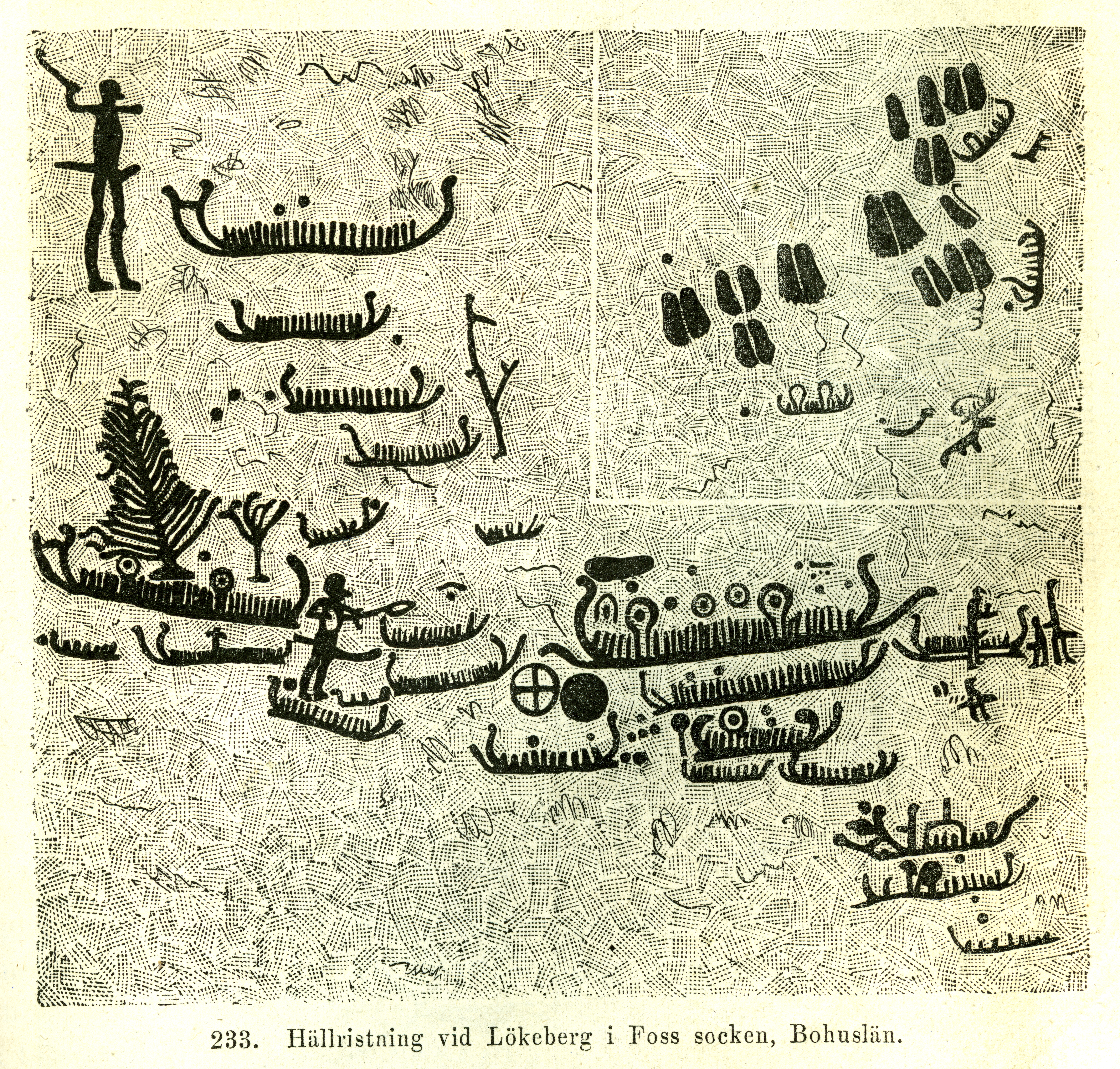
Umzeichnung n. Montelius 1877

Die Felsritzungen am Lökeberg bei Munkedal liegen in der schwedischen Provinz Västra Götalands län und der historischen Provinz Bohuslän.
Die Felsritzungen am Lökeberg stammen aus der jüngeren Bronzezeit (etwa 1100 bis 700 v. Chr.) und sind eine der größten Bildansammlungen Schwedens. Viele Motive sind selten, wie der große Baum oder die Menge an Fußsohlen. Das größte Areal Foss 6:1 umfasst etwa 150 Bilder, darunter Cup-and-Ring-Markierungen, menschliche Figuren, Schiffe, Tiere und eine Vielzahl anderer Zeichen, auf einer Fläche von etwa 30 × 10 Metern. Unmittelbar benachbart sind fünf kleinere Areale.

## Siehe auch

Lökeberg
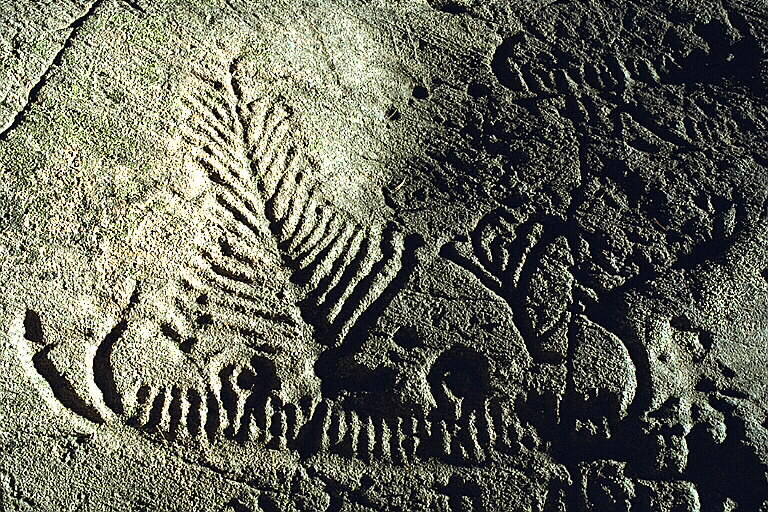
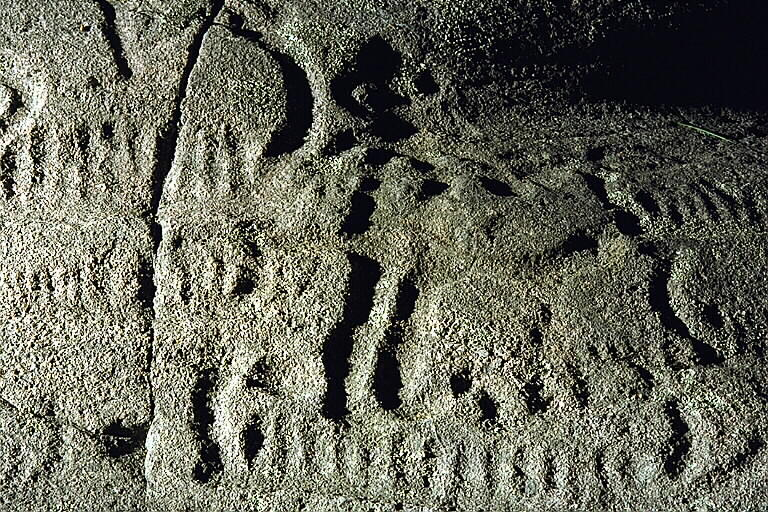
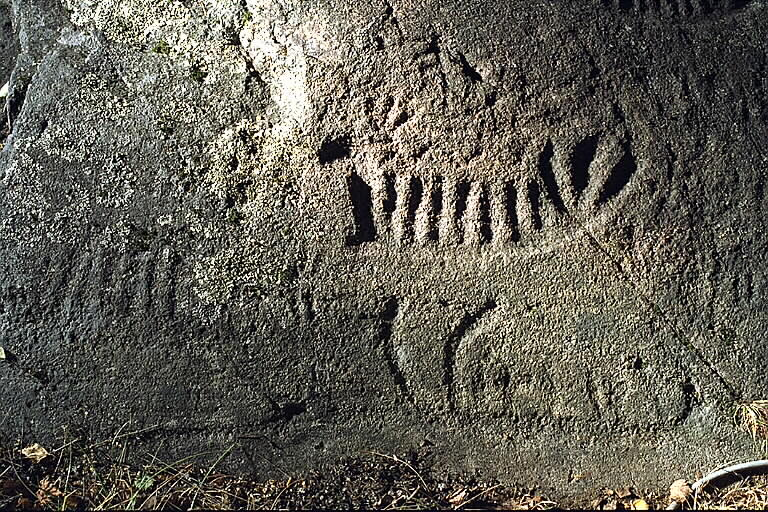
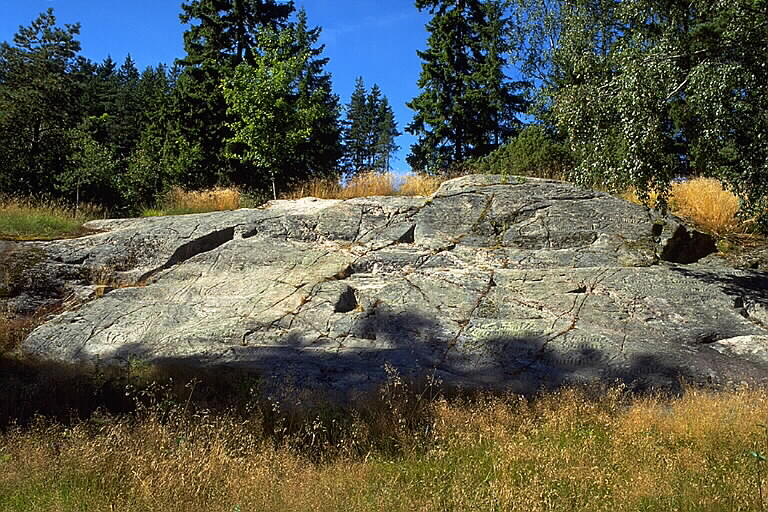